# Кулаевский, Александр Михайлович
Александр Михайлович Кулаевский (1864 — после 1914) — русский архитектор, гражданский инженер. Архитектор Управления железных дорог. 

## Биография
Родился в 1864 году в семье помощника прозектора анатомии Казанского университета Михаила Васильевича Кулаевского.
Первоначальное образование получил в Самарском реальном училище. В 1885 году поступил в Институт гражданских инженеров, который окончил в 1890 году с правом на чин X класса. К 1901 году занимал должность архитектора службы пути Сызранско-Вяземской железной дороги.  
В 1906–1914 годах проживал в Гатчине по адресу Багговутовская улица, 3.
Имел награды: орден Святого Станислава 3-й степени (1901).

## Проекты и постройки

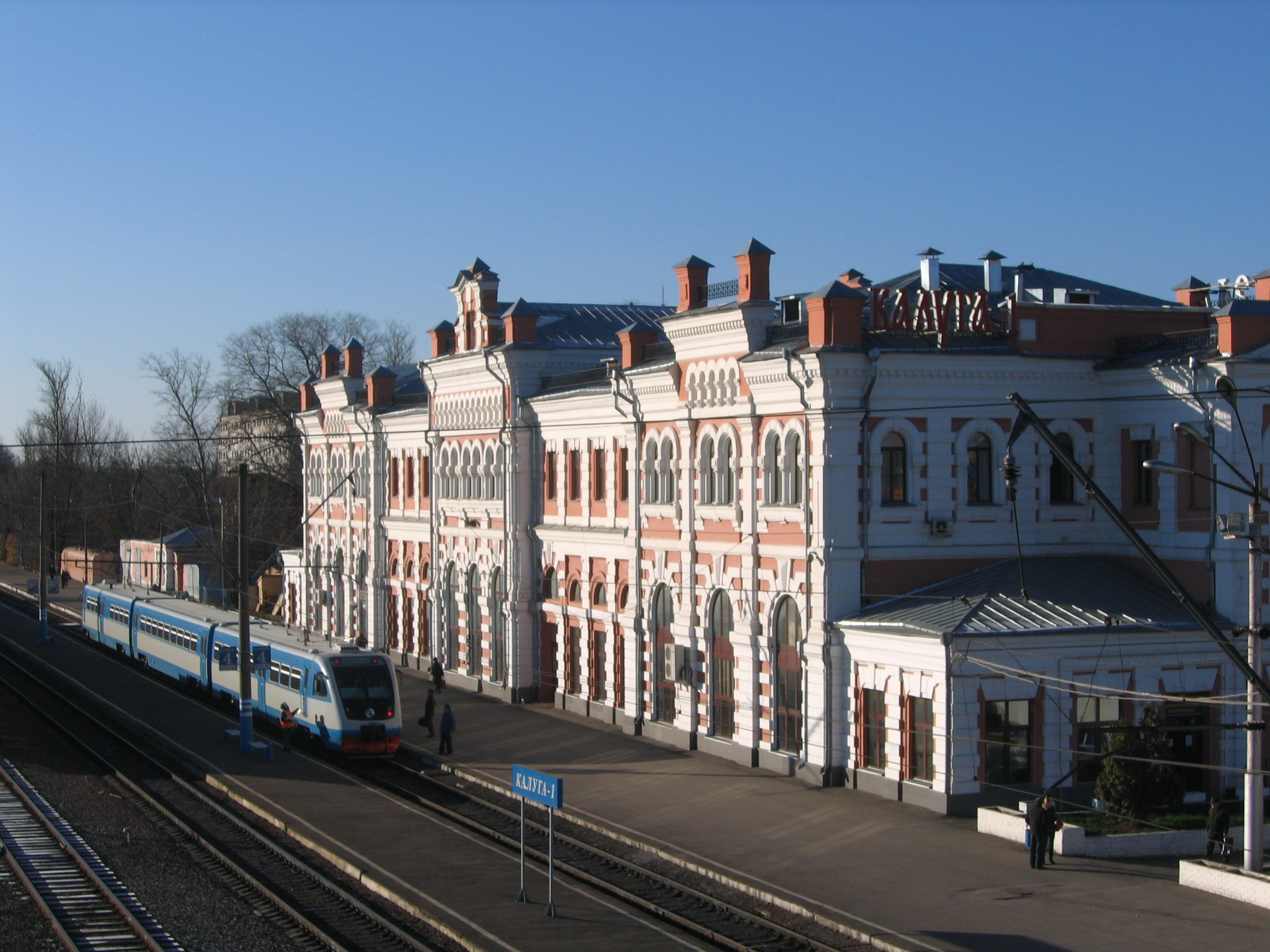
Вокзал на станции Калуга (1901)

- Железнодорожный вокзал на станции Калуга (1901, совместно с архитектором И. Е. Лионом).
- Церковь равноапостольного князя Владимира при доме трудолюбия. Калуга, (1903, совместно с архитектором Е. И. Григорьевым)[5].

## Семья
Жена — Варвара Ивановна Кулаевская.